# Liga Suprema de Ucrania 1997-98
La Liga Suprema de Ucrania 1997-98 fue la séptima edición del campeonato de fútbol de máximo nivel en Ucrania. Dinamo Kiev ganó el campeonato.

## Tabla de posiciones
|     | Equipo                       | Pts | PJ | PG | PE | PP | GF | GC |
| --- | ---------------------------- | --- | -- | -- | -- | -- | -- | -- |
| 1.  | Dinamo Kiev                  | 72  | 30 | 23 | 3  | 4  | 70 | 15 |
| 2.  | Shajtar Donetsk              | 67  | 30 | 20 | 7  | 3  | 61 | 25 |
| 3.  | Karpaty Lviv                 | 57  | 30 | 16 | 9  | 5  | 36 | 20 |
| 4.  | Dnipro Dnipropetrovsk        | 55  | 30 | 17 | 4  | 9  | 47 | 27 |
| 5.  | Vorskla Poltava              | 49  | 30 | 15 | 4  | 11 | 41 | 46 |
| 6.  | Metalurg Donetsk             | 40  | 30 | 11 | 7  | 12 | 28 | 27 |
| 7.  | Nyva Ternopil                | 40  | 30 | 12 | 4  | 14 | 37 | 39 |
| 8.  | Kryvbas Kryvyi Rih           | 39  | 30 | 10 | 9  | 11 | 34 | 33 |
| 9.  | Metalurg Zaporizhia          | 37  | 30 | 10 | 7  | 13 | 40 | 44 |
| 10. | Prykarpattya Ivano-Frankivsk | 33  | 30 | 8  | 9  | 13 | 33 | 41 |
| 11. | Zirka Kirovohrad             | 33  | 30 | 9  | 6  | 15 | 27 | 48 |
| 12. | Metalurg Mariupol            | 33  | 30 | 8  | 9  | 13 | 27 | 48 |
| 13. | CSKA Kiev                    | 33  | 30 | 9  | 6  | 15 | 30 | 35 |
| 14. | Tavriya Simferopol           | 33  | 30 | 8  | 9  | 13 | 35 | 41 |
| 15. | Chernomorets Odessa          | 32  | 30 | 8  | 8  | 14 | 31 | 39 |
| 16. | Torpedo Zaporizhya           | 13  | 30 | 2  | 7  | 21 | 20 | 69 |

|  | Campeón de Ucrania y clasificado a la primera ronda previa de la Liga de Campeones |
|  | Primera ronda previa de la Copa de la UEFA                                         |
|  | Ronda previa de la Recopa de Europa                                                |
|  | Primera ronda de la Copa Intertoto                                                 |
|  | Descenso a la Persha Liha                                                          |